# 엠마누엘 엑스

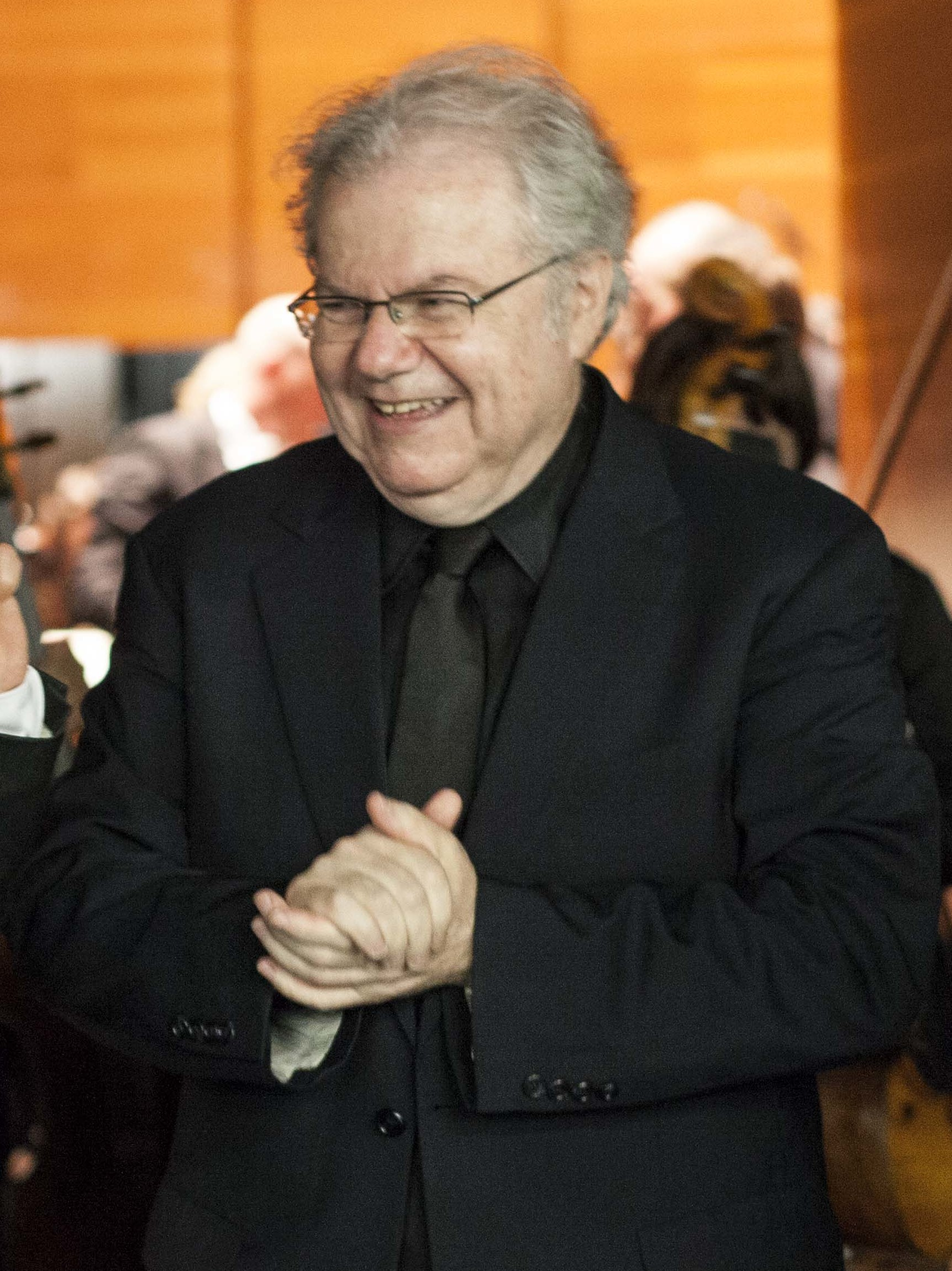

엠마누엘 엑스(Emanuel Ax, 1949년 6월 8일 ~ )는 그래미 상을 수상한 미국의 클래식 피아니스트이다. 그는 줄리어드 학교의 교수진이다.
엑스는 우크라이나 르비우 (당시 소련)의 폴란드계 유대인 가족에서 요아킴과 헬렌 엑스 사이에서 태어났다. 두 부모 모두 나치 강제 수용소 생존자였다. 그는 6세에 피아노를 배우기 시작했다. 그의 아버지는 그의 첫 번째 피아노 교사였다. 그가 7세였을 때 가족은 폴란드 바르샤바로 이사했고 2년 후 캐나다 매니토바 주 위니펙에서 위니펙 주니어 뮤지컬 클럽의 회원으로 활동하는 등 음악 공부를 계속했다. 1961년에 가족은 뉴욕으로 이사했고 그는 줄리어드 학교에서 공부를 계속했다. 1970년 컬럼비아 대학교에서 프랑스어 학사 학위를 받고 미국 시민이 되었다. 같은 해 바르샤바에서 열린 VIII 국제 쇼팽 피아노 콩쿠르에서 입상했다. 1973년 그는 Young Concert Artists International Auditions에서 우승했다.
엑스는 현대 작곡가들의 특별한 후원자이며 지난 몇 시즌 동안 세 차례 세계 초연을 했다.
그는 1973년 8월 3일 말보로에서 첫 공개 리사이틀을 수행한 이후로 첼리스트 요요 마의 주요 듀오 리사이틀 파트너였다. 그들은 많은 첼로/피아노 레퍼토리를 함께 녹음했다.